# Niederbrandkapelle

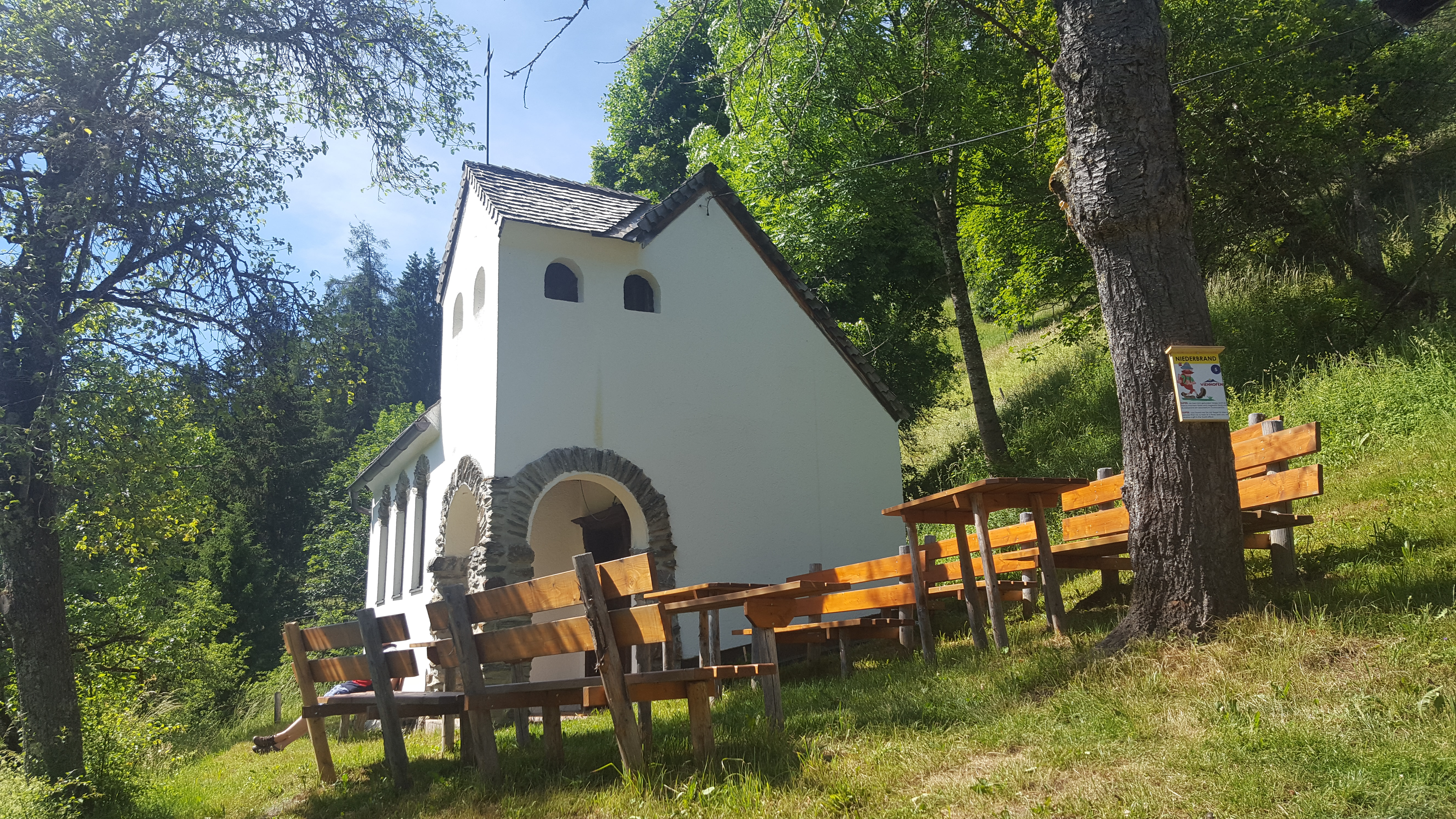
Vorderansicht

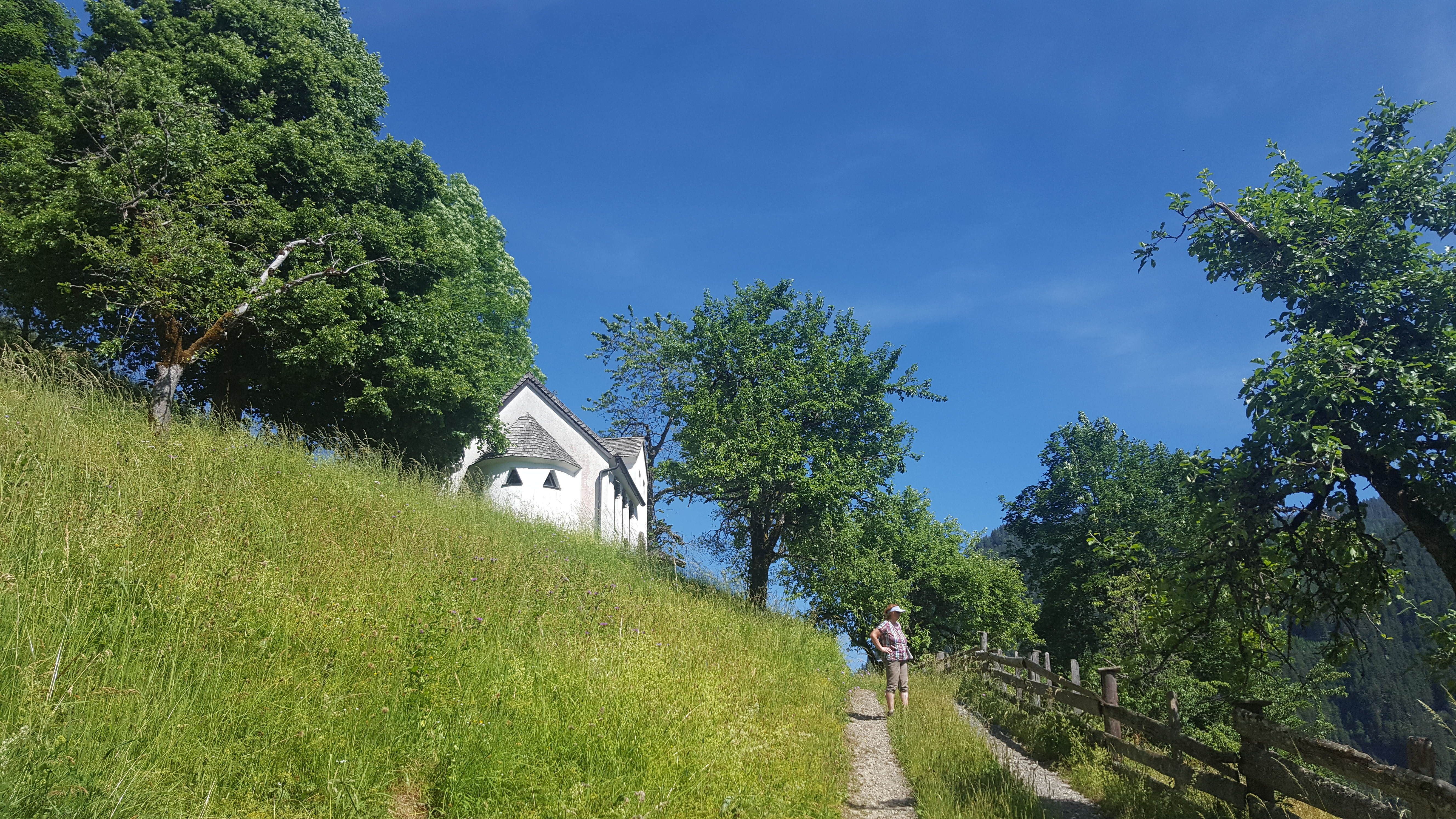
Hintere Ansicht

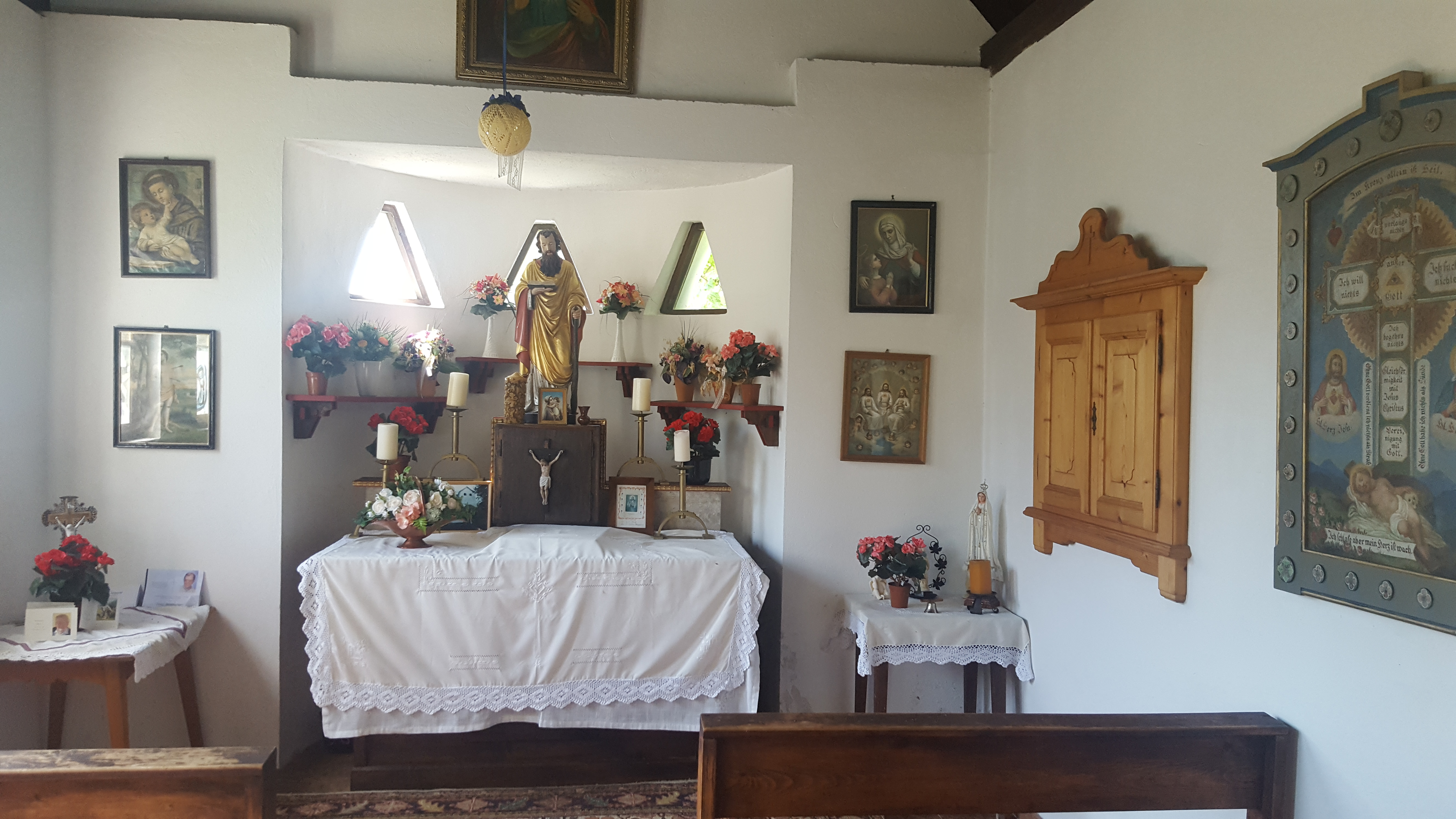
Innenansicht

Die Niederbrandkapelle in der Gemeinde Viehhofen im Bezirk Zell am See im Bundesland Salzburg ist von Maishofen über die Glemmtalerstraße kurz vor Viehhofen im Pinzgau an der Bushaltestelle Viehhofen-Forsthaus am Niederbrandner Hof erreichbar, ebenso über den Gasthof Stiegernigg einem Weg folgend.

## Geschichte
Der aus dem Ersten Weltkrieg heimgekehrte Soldat Mathias Kendler, ein Bauerssohn aus Viehhofen, hatte angesichts des Sterbens gelobt: Wenn ich das überlebe baue ich eine Kapelle für meine gefallenen Kameraden. Krank und verwundet erreichte er im Jahr 1918 seinen Vaterhof in Viehhofen und starb am 5. November 1918 an der Spanischen Grippe. Seine Witwe Gertraud Kendler löste das Versprechen ein und ließ in den Jahren 1932 bis 1934 eine Kapelle errichten.

## Kapelle
Oberhalb vom Niederbrandhof an einem Wiesenweg am Hang entstand ein kleines rechteckiges Gebäude mit einer Apsis am hinteren Giebel. Drei hohe Rundbogenfenster schmücken die Längsseite am Weg. Am vorderen Giebel befindet sich der Eingang in einer kleinen mit Rundbögen gestalteten offenen quadratischen Vorhalle. Der aufragende Giebel ist mit einem turmartigen Bau gegliedert. Im Inneren des kleinen Turmes befindet sich ein Geläut. In den 1940er Jahren musste das Geläut zu Rüstungszwecken abgegeben werden. Derzeit läutet eine gespendete kleinere Bronzeglocke. Die Dächer sind mit Holzschindeln gedeckt. Das Innere ist schlicht betont mit hellen Farben gestaltet und wird von Heiligenbildern und Blumensträußen geschmückt. Vor der Kapelle und auch auf den angrenzenden Wiesen sind Bänke aufgestellt.
Ende der 1990er Jahre wurde die Niederbrandkapelle über 20 Jahre von Familie Hubert und Aloisia Kendler mit Hilfe vieler Spenden aufwändig saniert. Das Schindeldach spendierte der Kameradschaftsbund. Der Enkelsohn von Hubert, Alex Adelsberger, hat gegenwärtig die Pflege übernommen.